# Walter Minder
Walter Minder, né le 6 août 1905 et mort le 1er avril 1992 est un chimiste et minéralogiste suisse. 

## Biographie
Il annonce notamment, aux côtés d'Alice Leigh-Smith, la découverte de l'élément 85 (aujourd'hui connu sous le nom d'astate) en 1940 et 1942. Il propose alors de nommer le nouvel élément helvetium en 1940 puis anglohelvetium lors de sa deuxième annonce, en 1942. Sa découverte s'avèrera finalement être erronée,.